# John Ashburnham (1er comte d'Ashburnham)
Pour les articles homonymes, voir John Ashburnham (homonymie) et Ashburnham (homonymie).
John Ashburnham, 1er comte d'Ashburnham (13 mars 1687 – 10 mars 1737) est un pair britannique.

## Carrière
Il est le deuxième fils de John Ashburnham (1er baron Ashburnham), et son épouse, Brigitte, fille de Walter Vaughan de Brecon, au sud du pays de Galles, qui hérite de Pembrey. En 1710, il est député conservateur de Hastings, mais est contraint de démissionner de son siège de député quelques mois plus tard, quand il hérite de la baronnie d'Ashburnham après le décès sans enfants de son frère. Peu après cela, il abandonne les positions pro-Jacobite de sa famille pour soutenir les Whigs.
De 1713 à 1715, Ashburnham devient colonel du 1er Troupe de Gardes à Cheval, Lord de la Chambre à coucher de Frédéric de Galles de 1728 à 1731 et capitaine de la garde Yeomen de 1731 à 1733. Le 14 mai 1730, il est créé comte d'Ashburnham et vicomte de St Asaph.

## Famille
Le 21 octobre 1710, il épouse Marie Butler (morte en 1713), la deuxième fille de James Butler (2e duc d'Ormonde). Après sa mort, il épouse, le 25 juillet 1714, Henrietta Stanley (en), comtesse douairière d'Anglesey et 4e baronne Strange ; ils ont un enfant, Henrietta (c.1716–1732), plus tard, 5e baronne Strange. Après la mort de sa seconde épouse en 1718, il épouse Jemima Grey (morte en 1731), la deuxième fille de Henry Grey (1er duc de Kent); ils ont un enfant, John vicomte de St Asaph (1724–1812), 2e comte d'Ashburnham.